# Adrianne Curry
Adrianne Marie Curry (n. 6 august 1982, Joliet, Illinois) este un fotomodel american.
Adrianne devine cunoscută după ce a câștigat show-ul "America’s Next Top Model". Ea este căsătorită cu actorul Christopher Knight. Adrianne Curry provine dintr-o familie săracă, din care cauză este nevoită să întrerupă studiul la High-School și să lucreze ca și chelnerița la un hotel. Ea și mama ei au fost înșelate cu promisiuni false. Atunci când câștigă concursul de frumusețe, familia ei era deja înglodată în datorii. În anul 2006 se lasă fotografiată goală pentru revista playboy, pentru care primește suma de 1 milion de dolari.